# Антигона (опера)
Антигона (Αντιγόνη/Antigóni) је опера у два чина Микиса Теодоракиса (Μίκης Θεοδωράκης) посвећена Винћенцу Белинију.

## Либрето
Микис Теодоракис према Софокловој драми „Антигона“ и мотивима драма „Едип у Колону“ (Софокле), „Седморица против Тебе“ (Есхил) и „Феничанке“ (Еурипид)

## Праизведба
7. октобар 1999, Атина

## Ликови и улоге
| Антигона ()            | кћи Едипова                                                | сопран                      |
| Едип ()                | краљ Тебе                                                  | бас                         |
| Етеокле ()             | Едипов син                                                 | баритон                     |
| Полиник ()             | Едипов син                                                 | баритон                     |
| Јокаста ()             | жена (и мајка) Едипова, мајка Антигоне, Етеокла и Полиника | мецосопран                  |
| Креонт ()              | краљ Тебе након смрти Едипа, брат Јокасте                  | баритон                     |
| Хемон ()               | његов син и Антигонин заручник                             | тенор                       |
| Хоровођа ()            |                                                            | бас-баритон                 |
| Старци ()              | мушки хор                                                  | 6-8 баритона/баса           |
| Жене Тебе Грађани Тебе | хор                                                        | сопрани и алти мешовити хор |